# 12759 Джоуль
12759 Джо́уль (12759 Joule) — астероїд головного поясу, відкритий 9 жовтня 1993 року.
Тіссеранів параметр щодо Юпітера — 3,179.